# Біг на 110 метрів з бар'єрами
Біг на 110 метрів з бар'єрами, або 110 метрів з бар'єрами — бар'єрний біг в легкоатлетичних змаганнях для чоловіків. Включений до програми легкої атлетики на літніх Олімпійських іграх. Жіночий аналог — це 100 метрів з бар'єрами. У рамках змагань десять бар'єрів 1,067 метрів (3.5 футів або 42 дюйми) у висоту рівномірно розташовані по прямій у 110 метрів. Вони розташовані так, що вони впадуть, якщо на них зіткнеться бігун. Впалі перешкоди не передбачають фіксованого покарання часу для бігунів, але вони мають значну вагу, яка сповільнює біг. Як і спринт на 100 метрів, 110 метрів з бар'єрами починається зі стартових колодок.
Для бігу на 110 м з бар'єрами, перший бар'єр ставиться після розбігу на відстані 13,72 метра (45 футів) від лінії старту. Наступні дев'ять бар'єрів встановлюються на відстані 9,14 метра (30 футів) один від одного, а відстань від останньої перешкоди до фінішу — 14.02 метрів (46 футів).
На Олімпійських іграх біг на 110 метрів з бар'єрами у програмі з 1896 року. Еквівалентні забіги з бар'єрами для жінок на дистанцію 80 метрів проходили з 1932 по 1968 рік. Починаючи з літніх Олімпійських ігор 1972 року, жіночі перегони відбуваються на 100 метрів.
Найшвидші атлети пробігають дистанцію за близько 13 секунд. Овен Мерріт із США установив поточний світовий рекорд 12,80 секунди, встановлений на Меморіалі Ван Дамме 7 вересня 2012 року в Бельгії.
Перші перегони з бар'єрами проводились в Англії приблизно в 1830 р. Дерев'яні перешкоди були розміщені на відрізку 100 ярдів (91,44 м).
Перші стандарти були прийняті в 1864 році в Оксфорді та Кембриджі: дистанція становила 120 ярдів (109,7 м), і протягом неї бігуни повинні були подолати десять бар'єрів заввишки 3 футів 6 дюймів (1,07 м). З того часу висота та відстань бар'єрів були пов'язані з британськими одиницями. Після того, як у 1888 р. у Франції дистанція була округлена до 110 метрів, стандарти були по суті повселюдними (за винятком Німеччини, де до 1907 р. використовували бар'єри висотою 1 метр).
Вперше важкі бар'єри були замінені в 1895 році на дещо легші Т-подібні бар'єри, які бігуни могли збити. Однак до 1935 року бігуни дискваліфікувалися, якщо вони збили понад три перешкоди, а рекорди визнавалися лише в тому випадку, якщо бігун залишив усі перешкоди стоячи.
У 1935 році Т-подібні бар'єри були замінені Г-подібними, які легко падають вперед, якщо на них натрапляють, і, отже, зменшують ризик отримання травм. Однак ці бар'єри важкі, тому вбивати їх невигідно.
Поточний стиль бігу, коли перший бар'єр долається на бігу з опущеною верхньою частиною тіла, а не через перестрибування, і з трьома кроками між бар'єрами вперше був використаний олімпійським чемпіоном 1900 року Елвіном Кренцлейном.
Біг на 110 метрів з бар'єрами — це дуже ритмічні перегони, тому що як чоловіки, так і жінки роблять по 3 кроки між кожною перешкодою, незалежно від того, пробігають вони 110/100 метрів на відкритому повітрі або на коротші дистанції в приміщенні (55 або 60 метрів). Однією відмінністю між приміщеннями та на відкритому повітрі є менша кінцева відстань від останньої (5-ї) перешкоди в приміщенні у порівнянні з більшою відстанню від останньої (10-ї) перешкоди на відкритому повітрі до фінішної лінії.
| Рез.  | Спортсмен       | Спортсмен         | Країна          | Місце         | Дата       | Пр. |
| ----- | --------------- | ----------------- | --------------- | ------------- | ---------- | --- |
| 12,80 | Ерієс Меррітт   | Aries Merritt     | США             | Брюссель      | 07.09.2012 |     |
| 12,81 | Грант Голловей  | Grant Holloway    | США             | Юджин         | 26.06.2021 |     |
| 12,87 | Дайрон Роблес   | Dayron Robles     | Куба            | Острава       | 12.06.2008 |     |
| 12,88 | Лю Сян          | Liu Xiang         | КНР             | Лозанна       | 11.07.2006 |     |
| 12,89 | Девід Олівер    | David Oliver      | США             | Париж         | 16.07.2010 |     |
| 12,90 | Домінік Пірсон  | Dominique Арнольд | США             | Лозанна       | 11.07.2006 |     |
| 12,90 | Омар Маклеод    | Omar McLeod       | Ямайка          | Кінгстон      | 24.06.2017 |     |
| 12,91 | Колін Джексон   | Colin Jackson     | Велика Британія | Штутгарт      | 20.08.1993 |     |
| 12,92 | Роджер Кінгдом  | Roger Kingdom     | США             | Цюрих         | 16.08.1989 |     |
| 12,92 | Аллен Джонсон   | Allen Johnson     | США             | Атланта       | 23.06.1996 |     |
| 12,92 | Сергій Шубенков | Sergey Shubenkov  | Росія           | Секешфегервар | 02.07.2018 |     |